# Abdullah Çam
Abdullah Çam (ur. 30 marca 1997) – turecki siatkarz, grający na pozycji atakującego. 

## Sukcesy klubowe
Superpuchar Turcji:
- 2014, 2015, 2018

Puchar Turcji:
- 2015, 2018

Mistrzostwo Turcji:
- 2016, 2017, 2018[3]
- 2015, 2022[4]

Puchar Challenge:
- 2022[5]

## Sukcesy reprezentacyjne
Mistrzostwa Europy Kadetów:
- 2015

Liga Europejska:
- 2018

## Nagrody indywidualne
- 2015: Najlepszy atakujący Mistrzostw Europy Kadetów[6]